# المقهاية (فرع العدين)

تعديل مصدري - تعديل

المقهاية محلة تابعة لقرية الجلة، التابعة لعزلة العاقبة بمديرية فرع العدين إحدى مديريات محافظة إب في الجمهورية اليمنية، بلغ تعداد سكانها 43 حسب تعداد اليمن لعام 2004.